# Héctor Colomé
Héctor Buffa Colomé, més conegut com a Héctor Colomé (Córdoba, Argentina, 25 d'octubre de 1944-Madrid, 28 de febrer de 2015), va ser un actor hispano-argentí establert a Espanya des de 1976.

## Biografia
Va estudiar Ciències i Econòmiques i Teatre en la Universitat Nacional. Va debutar sobre un escenari als 15 anys. Va rebre el premi de Teatre en 1970.
Aviat es va instal·lar en Espanya, on va representar l'obra de Calderón de la Barca Absalón (1983). Paral·lelament va combinar treballs cinematogràfics com Redondela (1987) amb teatrals: La gran pirueta (1986), Cantando hago camino (1986), Dios está lejos (1987).
Va treballar com a actor de doblatge en la sèrie Saint Seiya (1990) doblegant, principalment, a Ikki del Fènix (substituint Ruperto Ares), encara que també va prestar la seva veu a molts altres personatges com Mu d'Àries, Albiore de Cefeo, Aioros de Sagitari, Eo de Escila i amb veus addicionals. Va prestar la seva veu en algunes pel·lícules i altres sèries com Falcon Crest, MacGyver, La família Hogan, Columbo, etc. També va doblar a Roy Scheider en el paper de l'implacable assassí a sou de la màfia Jonathan Cohen, en el thriller de Eric Red Cohen i Tate (1988).
En 1991 va debutar a la Zarzuela La gran sultana com a protagonista i participa en altres dues, El Bato i La Revoltosa. En 1992 Colomé va ingressar a la Compañía Nacional de Teatro Clásico, dirigida per Adolfo Marsillach. dirigida per Adolfo Marsillach. Després d'un rol de murri espanyol sota la direcció de Marsillach en La gran sultana, est li va confiar el paper de Comendador de Fuenteovejuna, un home dèspota i tirà assassinat per un poble que assumia la seva responsabilitat davant els Reis Catòlics. El seu paper en l'obra coincidia amb el registre més conegut de l'actor: personatges autoritaris, de caràcter fort i que fan notar la seva presència a aquells amb els quals es creua.
Marsillach va decidir abandonar aquest registre sever per a la següent temporada, estrenant sl Teatro de la Comedia —situat en el centre de Madrid—, Don Gil de las calzas verdes, on Colomé va donar vida a un servent que ajudava la seva senyora a fer-se passar per home. Adriana Ozores li va acompanyar en una ocasió en la qual l'intèrpret apartava el seu repertori més dramàtic per a coquetejar amb la comèdia.
Finalitzat aquest parèntesi, l'actor va encarnar a El médico de su honra a un Pere I de Castella, temorós de perdre la seva vida durant el transcurs de la Guerra dels dos Peres, i que es refugiava durant una nit en un castell on reflexionava sobre la seva vida. El seu últim treball per a Marsillach va ser una altra obra de Calderón de la Barca, La vida es sueño, on Colomé va incorporar al Rei Basileo. La seva experiència en la Companyia Nacional de Teatre Clàssic finalitzava amb una obra el registre còmic de la qual contrastava amb la severitat dramàtica dels dos muntatges que li antecedien: El misantrop de Molière, amb Carlos Hipólito, Adriana Ozores i Antonio Vico.
Ja desvinculat de la companyia de Marsillach, aquest mateix any estrena en el CDN Eslavos, de Tony Kushner, dirigida per J. Lavelli i a continuació Colomé va iniciar una col·laboració estreta amb el realitzador Juan Carlos Pérez de la Fuente. Durant el seu pas per ell Colomé va participar en San Juan, de Max Aub, i on va coincidir amb Juan José Otegui. Amb aquest tornaria a coincidir en dues peces més. La primera, La fundación (1999), es basava en un text d'Antonio Buero Vallejo que va tenir problemes amb la censura franquista en 1974. En ella Colomé defensava el paper de Asier, un rebel del Bàndol Nacional. La segona, va ser La visita de la vieja dama, basada en una obra de Friedrich Dürrenmatt, 
El 1998 Antonio Mercero el va dirigir a La hora de los valientes on va donar vida a un falangista que al final de la guerra civil espanyola afusellava a un treintañero republicà que havia salvat els quadres del Museu del Prado de les bombes durant la contesa. Amb Vicente Aranda treballa en Libertarias, al costat de Victoria Abril, Ana Belén i Miguel Bosé entre d'altres. A aquest títol li va seguir Juana La Loca de Vicente Aranda on va interpretar a un Fernando el Catòlic que no dubtava a apartar de la vida política a la seva filla —tancant-la en un castell— en el seu propi benefici, i sobre el qual l'actor i el director dirigia una mirada molt crítica. Aquells anys va continuar compaginant la seva activitat teatral amb els seus papers cinematogràfics amb el rodatge de la sèrie Policías, en el corazón de la calle, on va donar vida a Julio Cruz, un policia corrupte que es revelava com el vilà d'una de les trames.
Finalitzat el rodatge de la sèrie, va executar petits rols a La caja 507 i a El Lobo —on Colomé es va posar en la pell d'un general franquista decidit a venjar la mort de Carrero Blanco— fins que el realitzador Daniel Sánchez Arévalo (fill de la seva parella, l'actriu Carmen Areválo), va requerir els seus serveis per al seu curtmetratge Física II que va obtenir més de 100 premis. El curt es va exhibir en diversos festivals amb un bon acolliment de la crítica com uns altres que va rodar amb el director com Profilaxid. Els curts rodats van permetre a l'actor accedir a més papers en el món del cinema. Entre aquests figurava l'amo d'un hotel a Obaba (2005) que tenia el costum de col·leccionar llangardaixos i sobre el que pesava la sospita d'haver tornat boig a un dels seus amics d'infància.
Mentrestant la seva carrera teatral va prosseguir. En 2004 va protagonitzar Noche de reyes sin Shakespeare basada en una peça d'Adolfo Marsillach i la representació de la qual obeïa a la necessitat de retre homenatge al malmès director, actor i autor. Conclosa la funció, Colomé va iniciar la gira d'Eduardo III en 2005; any en què l'actor Colomé va encapçalar el planter de l'obra teatral Tirano Banderas, on tornava a interpretar a un dictador.
L'actor va haver de compaginar la gira amb l'enregistrament de la sèrie Amar en tiempos revueltos, on va encarnar a l'empresari Fabián Robles, un home de mitjana edat preocupat per l'esclat d'una possible revolució social i que després d'haver comès diverses faltes en la seva vida —entre elles cometre adulteri i allunyar de l'entorn familiar al seu net—, sofria un infart cerebral que li deixava incapacitat en una cadira de rodes, a l'espera de ser operat per un metge centreeuropeu.
Mentre l'emissió de la sèrie continuava, Colomé va iniciar la gira de Filomena Marturano, on interpretava a Domenico, un «fanfarró» que es casava enganyat amb una prostituta amb la qual havia conviscut (Filomena: Concha Velasco), i que a punt d'aconseguir la nul·litat té notícia d'una paternitat que l'obliga a replantejar-se la vida d'una altra manera, i abandonar la posa autoritària —que caracteritza a bona part dels personatges interpretats per l'actor— per a obrir-se al món.
Al Festival de Màlaga va estrenar la pel·lícula AzulOscuroCasiNegro, on va reprendre el paper de Física II. Una setmana més tard fou candidat al premi de la Unión de Actores al millor actor secundari de televisió amb Pedro Casablanc i Pepe Viyuela.
Al començament de 2007 es va fer pública la seva segona candidatura consecutiva als premis de la Unión de Actores, aquesta vegada en la categoria de cinema alhora que l'obra Filomena Marturano arribava a Madrid, la qual va haver de compaginar amb el rodatge a Barcelona de Bienvenido a Farewall-Gutman. Per aquestes mateixa dates es presentava en el Festival de Màlaga un altre curt de Daniel Sánchez Arévalo (Traumotología) i en el qual tornava a coincidir amb actors com Quim Gutiérrez, Raúl Arévalo, Javier Pereira, Jorge Monje, Natalia Mateo... .
Al juny va sumar la seva signatura a la d'aquells professionals que exigien ser consultats en la redacció de la Llei de Cinema impulsada per la ministra de cultura del PSOE, Carmen Calvo. Aquest estiu va començar a emetre's el seu treball en la sèrie C.L.A. No somos ángeles amb Mariano Alameda. El 2014 va interpretar al Dr. Ricarte a REC 4: Apocalipsis.
L'actor va morir el 28 de febrer de 2015 en la clínica Ruber de Mirasierra (Madrid) als 70 anys, a conseqüència d'un càncer de pàncrees.

## Trajectòria

### Teatre
- Absalón (1983)
- La gran pirueta (1986)
- Cantando hago camino (1986)
- Dios está lejos (1987)
- Julio César
- El sueño de una noche de verano
- La dama boba
- Sublime decisión
- Anfitrión
- La gran sultana (1992)
- Fuenteovejuna (1993)
- Don Gil de las calzas verdes (1994)
- El médico de su honra (1994)
- La vida es sueño (1996)
- El misántropo (1996)
- Eslavos
- San Juan de Max Aub (1998)
- La fundación (1999)
- La visita de la anciana dama (2000)
- Los puentes de Madison
- Don Juan Tenorio CDN y CNTC
- Noche de reyes sin Shakespeare (2004)
- Eduardo III (2005)
- Tirano Banderas (2005)
- Filomena Marturano (2006)
- Don Juan Tenorio (2009) Alcalá de Henares
- En el oscuro corazón del bosque (2009)
- Próspero sueña a Julieta (2010-2011)
- La loba (2012-2013)

### Cinema
- REC 4: Apocalipsis (2014)
- La gran familia española (2013)
- Los días no vividos (2012)
- A puerta fría (2011)
- Lope (2010)
- Maktub (2009)
- Flores negras (2008)
- Limit of Control (2008)
- 25 kilates (2008)
- Canciones de amor en Lolita's Club (2007)
- Bienvenido a Farewell-Gutmann (2007)
- Pudor (2007)
- NO-DO (2007)
- Estirpe de tritones (2007)
- AzulOscuroCasiNegro (2006)
- Obaba (2005)
- El penalti más largo del mundo (2005)
- Fisica II (curtmetratge) (2004)
- Reflejos (2004)
- El Lobo (2003)
- Atraco a las tres y media (2003)
- La caja 507 (2002)
- Juana la Loca (2001)
- La hora de los valientes (1998)
- Libertarias (1996)
- Caminos de tiza (1987)
- Redondela (1987)
- Dos locos en el aire

### Televisió
- El Príncipe (2014)
- 14 de abril. La República (2011)
- Karabudjan (2010)
- Herederos (2008)
- 23F: Traidores (2008)
- Hermanos y detectives (2008)
- Aída (2008) (Capitular)
- C.L.A. No somos ángeles (2007)
- Amar en tiempos revueltos (2005-2006)
- Luna negra (2003)
- Policías, en el corazón de la calle (2001)
- Petra Delicado (1999)
- Periodistas (1999)
- El súper (1996)
- Régimen abierto (1986)

### Doblatge
- Los Caballeros del Zodiaco (1990)
- Falcon Crest
- Llama el señor
- Roy Scheider a Cohen y Tate (1988)
- Sonny Landham a Encerrado (1989)
- Badja Djola a Un hombre inocente (1989)